# Caudron C.360
Le Caudron C.360 est un avion de course français construit par Caudron au début des années 1930 pour participer aux courses aériennes de la Coupe Deutsch de la Meurthe.